# Horvatov izbor (1985.)
Horvatov izbor, hrvatski dugometražni film iz 1985. godine.